# Заслуженный сотрудник органов государственной охраны Российской Федерации
«Заслу́женный сотру́дник о́рганов госуда́рственной охра́ны Росси́йской Федера́ции» — почётное звание, входящее в систему государственных наград Российской Федерации.

## Основания для присвоения
Звание «Заслуженный сотрудник органов государственной охраны Российской Федерации» присваивается высокопрофессиональным сотрудникам за личные заслуги:
- в обеспечении безопасности объектов государственной охраны в местах их постоянного и временного пребывания и на трассах проезда;
- в своевременном выявлении, предупреждении и пресечении противоправных посягательств на объекты государственной охраны и охраняемые объекты;
- в организации и обеспечении эксплуатации, безопасности, совершенствования специальной связи и информации, предоставляемых государственным органам;
- в разработке и реализации мер по обеспечению информационной безопасности Российской Федерации, противодействии техническим разведкам и защите сведений, составляющих государственную тайну;
- в высококачественном информационно-технологическом и информационно-аналитическом обеспечении государственных органов, техническом обслуживании и программном сопровождении информационно-телекоммуникационных систем и ситуационных центров;
- в подготовке квалифицированных кадров для федеральных органов государственной охраны.

Почётное звание «Заслуженный сотрудник органов государственной охраны Российской Федерации» присваивается, как правило, не ранее чем через 20 лет в календарном исчислении с начала осуществления служебной деятельности в федеральных органах государственной охраны и при наличии у представленного к награде лица ведомственных наград (поощрений) федерального органа государственной власти.

## Порядок присвоения
Почётные звания Российской Федерации присваиваются указами Президента Российской Федерации на основании представлений, внесенных ему по результатам рассмотрения ходатайства о награждении и предложения Комиссии при Президенте Российской Федерации по государственным наградам.

## История звания
Почётное звание «Заслуженный сотрудник органов государственной охраны Российской Федерации» установлено Указом Президента Российской Федерации от 23 декабря 2001 года № 1474 «О внесении дополнения в Указ Президента Российской Федерации от 30 декабря 1995 года № 1341 „Об установлении почётных званий Российской Федерации, утверждении положений о почётных званиях и описания нагрудного знака к почётным званиям Российской Федерации“».
Тем же указом утверждено первоначальное Положение о почётном звании, в котором говорилось:
Почётное звание «Заслуженный сотрудник органов государственной охраны Российской Федерации» присваивается сотрудникам федеральных органов государственной охраны за заслуги в осуществлении государственной охраны и состоящим на военной службе 15 и более лет в календарном исчислении.
В настоящем виде Положение о почётном звании утверждено Указом Президента Российской Федерации от 7 сентября 2010 года № 1099 «О мерах по совершенствованию государственной наградной системы Российской Федерации».

## Нагрудный знак
Нагрудный знак имеет единую для почётных званий Российской Федерации форму и изготавливается из серебра высотой 40 мм и шириной 30 мм. Он имеет форму овального венка, образуемого лавровой и дубовой ветвями. Перекрещенные внизу концы ветвей перевязаны бантом. На верхней части венка располагается Государственный герб Российской Федерации. На лицевой стороне, в центральной части, на венок наложен картуш с надписью — наименованием почётного звания.
На оборотной стороне имеется булавка для прикрепления нагрудного знака к одежде. Нагрудный знак носится на правой стороне груди.